# Punto de humeo

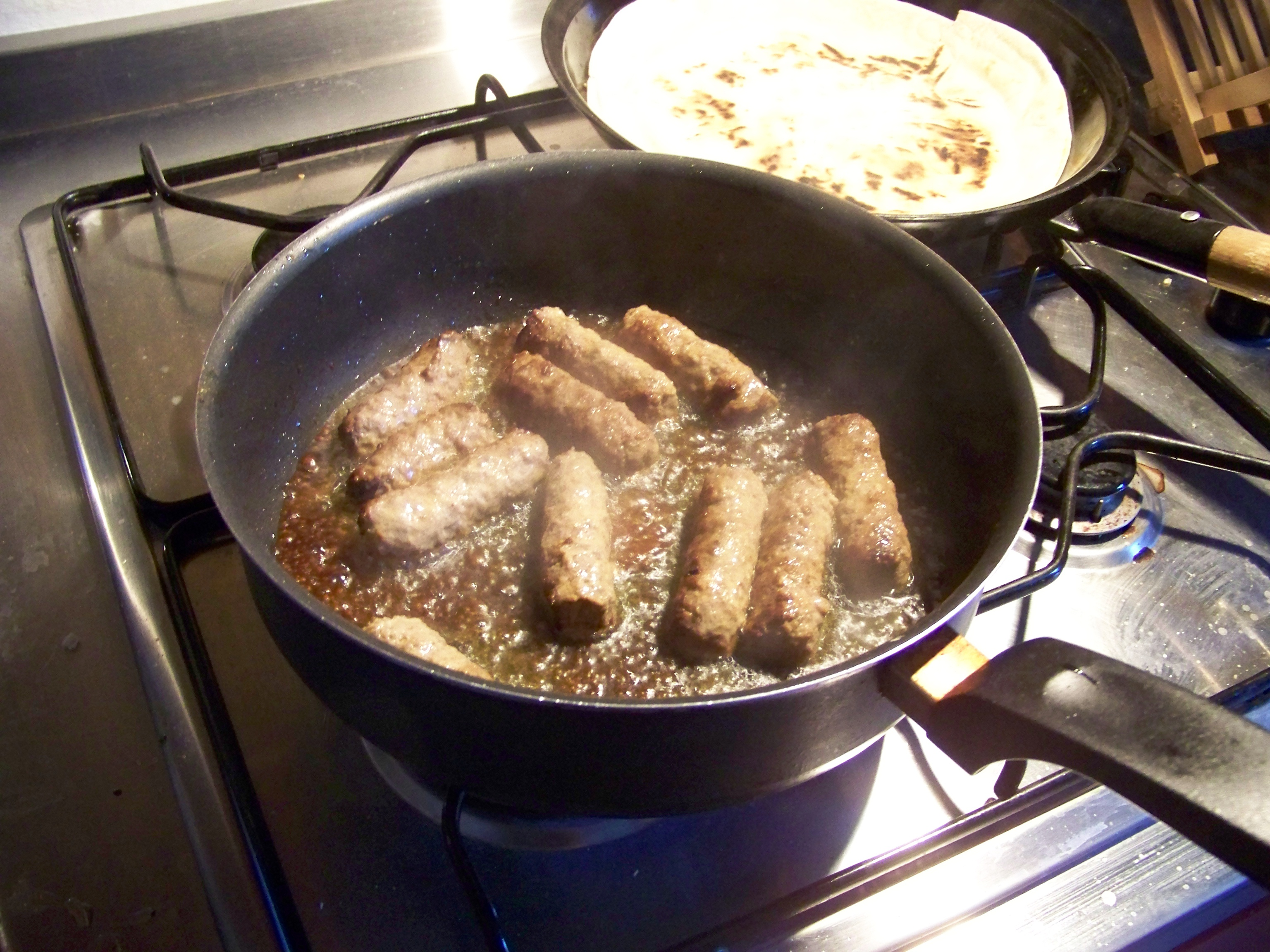
El punto de humeo es muy importante en ciertos procesos culinarios de cocción en medio graso.

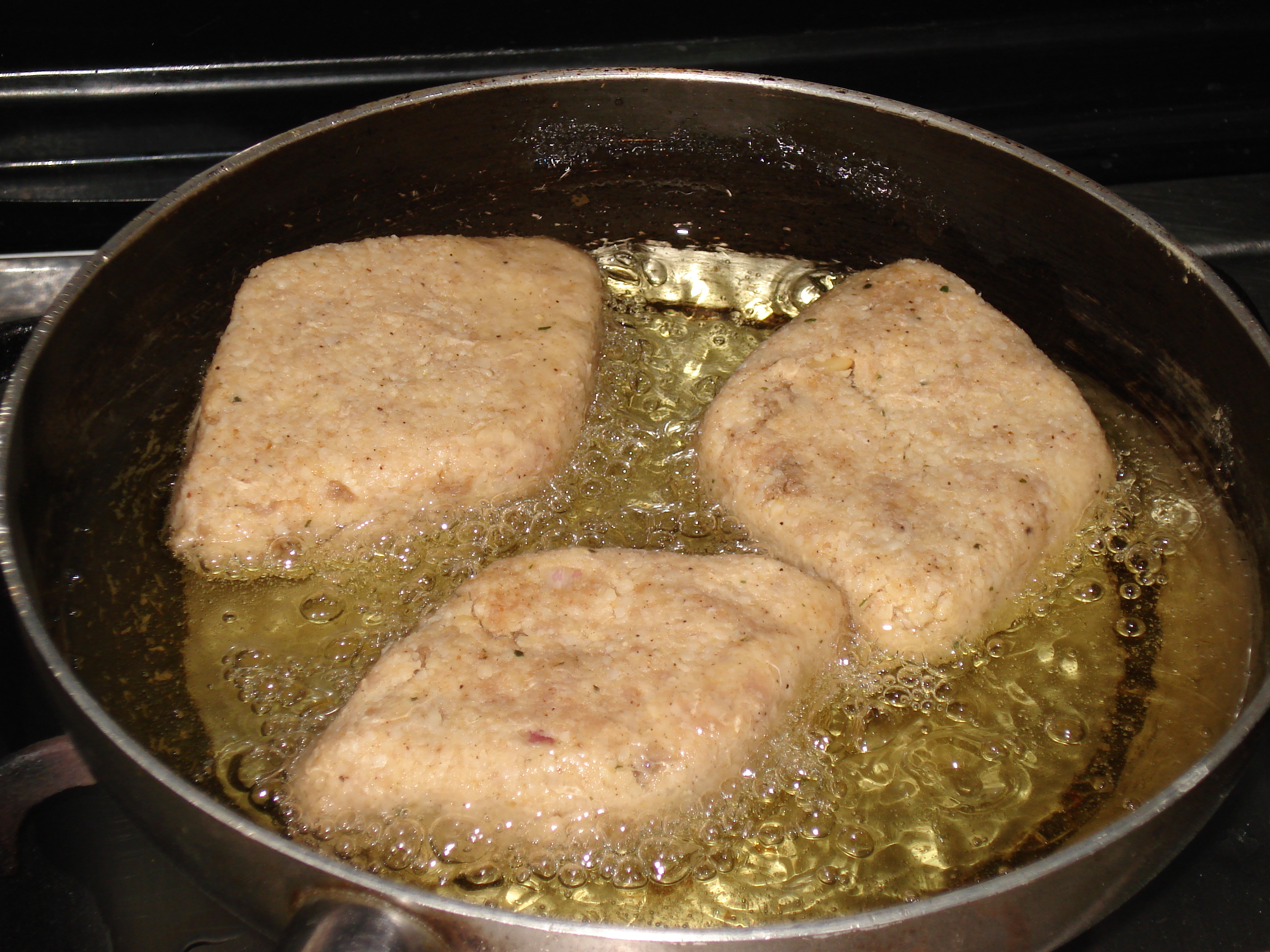
Unos kibbe friendo en aceite vegetal.

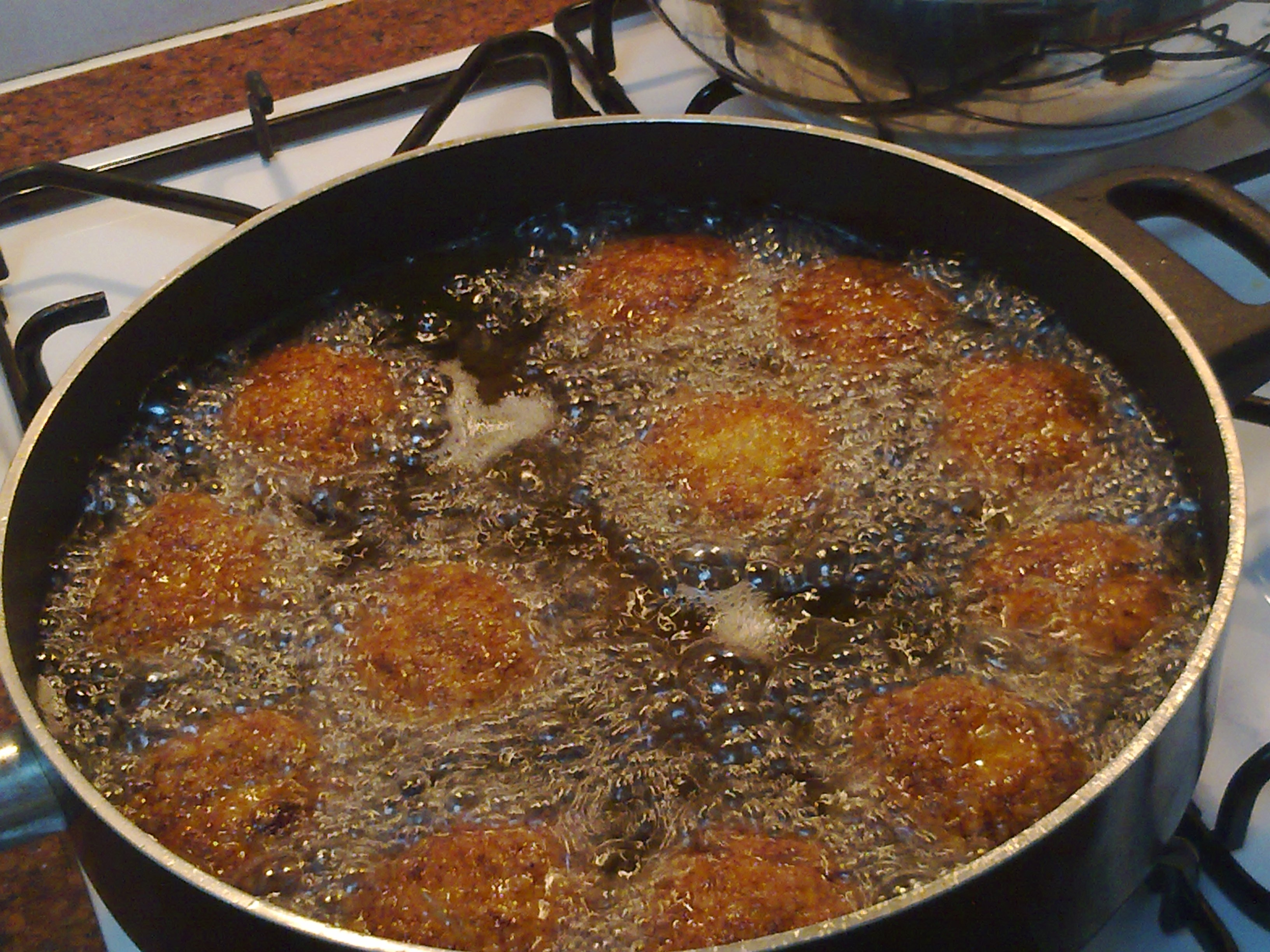
Los dorados se alcanzan en los alimentos a temperaturas por encima de los 110 °C.

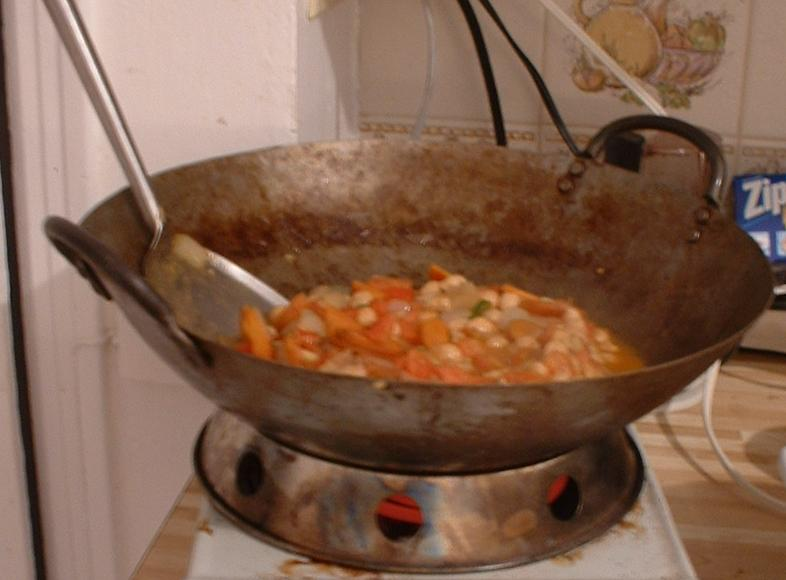
En algunos procesos culinarios como la fritura en wok, se producen reacciones de Maillard que saborizan los alimentos.

El punto de humeo se refiere al punto de sobrecalentado de una sustancia; especialmente aceite de cocina o grasa comestible, donde se hace visible el humo que desprende la acroleína de las grasas. En esa zona humea, dando al alimento un gusto desagradable. Por encima del punto de humeo surge el punto de ignición, donde comienza la combustión.

## Características
Los valores de punto de humo, de inflamación y de combustión son importantes para saber la estabilidad térmica de un aceite cuando se calientan en presencia de aire. Los triglicéridos empiezan a descomponerse a los 260 °C. La acroleína es el primer compuesto que empieza la combustión y sus humos indican que se ha alcanzado el punto de humeo. A medida que se va aumentando la temperatura, se alcanza el punto de inflamación y al mantenerse la llama se alcanza el punto de combustión.
En la cocina el empleo de cocción de alimentos en medios grasos, denominado freír, permite que los alimentos se doren mediante las denominadas reacciones de Maillard, activadas alrededor de los 110 °C. Estas reacciones saborizan los alimentos. Uno de los procesos culinarios es el de marcado.

## Puntos de humeo
Algunos puntos de humeo:
| Aceite o grasa                                     | Calidad           | Punto de humeo |
| -------------------------------------------------- | ----------------- | -------------- |
| Aceite de almendras                                |                   | 216 °C         |
| Aceite de aguacate o palta                         | Sin refinar       | 190-204 °C     |
| Aceite de aguacate o palta                         | Refinado          | 271 °C         |
| Mantequilla                                        |                   | 177 °C         |
| Aceite de colza o canola                           | Sin refinar       | 107 °C         |
| Aceite de colza o canola                           | Semirrefinado     | 177 °C         |
| Aceite de colza o canola                           | Refinado          | 204 °C         |
| Aceite de coco                                     | Refinado          | 232 °C         |
| Aceite de maíz                                     | Sin refinar       | 178 °C         |
| Aceite de maíz                                     | Refinado          | 232 °C         |
| Aceite de algodón                                  |                   | 216 °C         |
| Aceite de lino                                     | Sin refinar       | 107 °C         |
| Aceite de uva                                      |                   | 216 °C         |
| Aceite de avellanas                                |                   | 221 °C         |
| Aceite de marihuana                                |                   | 165 °C         |
| Manteca de cerdo                                   |                   | 182 °C         |
| Aceite de Nuez de Macadamia                        |                   | 242 °C         |
| Aceite de oliva                                    | Virgen Extra      | 160 °C         |
| Aceite de oliva                                    | Virgen            | 216 °C         |
| Aceite de oliva                                    | de orujo de oliva | 238 °C         |
| Aceite de oliva                                    | Extra liviano     | 242 °C         |
| Aceite de oliva de alta calidad (baja acidez)      | Virgen Extra      | 207 °C         |
| Aceite de maní                                     | Sin refinar       | 160 °C         |
| Aceite de maní                                     | Refinado          | 232 °C         |
| Aceite de arroz                                    |                   | 254 °C         |
| Aceite de cártamo o alazor (familia de los cardos) | Sin refinar       | 107 °C         |
| Aceite de cártamo o alazor (familia de los cardos) | Semirrefinado     | 160 °C         |
| Aceite de cártamo o alazor (familia de los cardos) | Refinado          | 266 °C         |
| Aceite de sésamo                                   | Sin refinar       | 177 °C         |
| Aceite de sésamo                                   |                   | 210 °C         |
| Aceite de sésamo                                   | Semirrefinado     | 232 °C         |
| Aceite de soja                                     | Sin refinar       | 160 °C         |
| Aceite de soja                                     | Semirrefinado     | 177 °C         |
| Aceite de soja                                     | Refinado          | 232 °C         |
| Aceite de girasol                                  | Sin refinar       | 107 °C         |
| Aceite de girasol                                  | Semirrefinado     | 232 °C         |
| Oleico alto aceite de girasol                      | Sin refinar       | 160 °C         |
| Oleico alto aceite de girasol                      | Refinado          | 232 °C         |
| Aceite de camelia (flor)                           |                   | 252 °C         |
| Manteca vegetal (vegetable shortening)             |                   | 182 °C         |
| Aceite de nuez de Brasil o nuez amazónica          | Sin refinar       | 208 °C         |
| Aceite de nuez                                     | Sin refinar       | 160 °C         |
| Aceite de nuez                                     | Semirrefinado     | 204 °C         |
| Aceite de pepitas de uva                           |                   | 216 °C         |